# Liră vaticaneză
Lira vaticaneză a fost unitatea monetară a Vaticanului, până la adoptarea Euro.